# جورج إدواردز براون
جورج إدواردز براون (بالإسبانية: George Edwards Brown)‏ هو جراح وطبيب وسياسي تشيلي، ولد في 2 يناير 1780 بلندن في الإمبراطورية الرومانية، وتوفي في 5 مارس 1848 بلا سيرينا في تشيلي. انتخب عضو مجلس النواب من شيلي.